# Papiro Magdalena

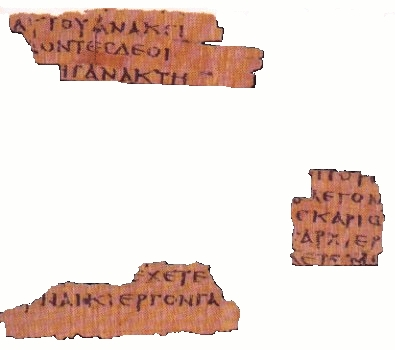
Mateo 3; 5; 26

El Papiro Magdalena o Papiro Magdaliniense es el conjunto de los fragmentos: {\displaystyle {\mathfrak {P}}^{64}}, {\displaystyle {\mathfrak {P}}^{67}} y probablemente también el {\displaystyle {\mathfrak {P}}^{4}} (en la numeración Gregory-Aland). Estos fragmentos en papiro transmiten parte del capítulo 26 del Evangelio según Mateo.

## Historia
Fue comprado en Luxor, Egipto, en 1901 por el Reverendo Charles Bousfield Huleatt (1863–1908), quien identificó los fragmentos en griego como porciones del Evangelio según Mateo (26:23, 31) y los presentó al Colegio Magdalena, Oxford, en donde los catalogaron como P. Magdalen Greek 17 (P. Magdalena griego 17) (Gregory-Aland {\displaystyle {\mathfrak {P}}}64); a partir de entonces tienen este nombre. Finalmente, cuando los fragmentos fueron publicados por Colin H. Roberts en 1953, ilustrados con una fotografía, la escritura fue caracterizada como "un antecesor antiguo de los llamados 'Unciales bíblicos'" que comenzaron a surgir a finales del siglo II. El estilo uncial se muestra en el Códice Vaticano y el Códice Sinaítico. El análisis paleográfico comparativo ha sido clave para la datación del manuscrito: el resultado es c. 200 d. C.
Los fragmentos están escritos en ambos lados, probando contundentemente que venía de un códice más bien que de un rollo. Otros fragmentos publicados en 1956 por Ramon Roca-Puig, catalogados como P. Barc. Inv. 1 (Gregory-Aland {\displaystyle {\mathfrak {P}}}67), también fueron determinados por Roca-Puig y Roberts de provenir del mismo códice que los fragmentos Magdalena; este es un punto de vista que ha mantenido el consenso académico.

## Fecha
La fecha para el {\displaystyle {\mathfrak {P}}}64 originalmente se asignó al siglo III por Charles Huleatt, quién donó el manuscrito al Colegio Magdalena; luego el papirólogo A. S. Hunt estudió y fechó el manuscrito para principios del siglo IV. Pero debido a que pensaba que era un fechado demasiado posterior para el manuscrito, Colin Roberts publicó el manuscrito y le dio una fecha para el c. 200, que fue confirmada por otros tres papirólogos importantes: Harold Bell, T. C. Skeat y E. G. Turner, y desde entonces esta ha sido la fecha aceptada en general para el {\displaystyle {\mathfrak {P}}}64.
Pero más tarde en 1994, mucha publicidad rodeó al nuevo fechado de Carsten Peter Thiede del papiro Magdalena para mediados del siglo I (37 a 70 d. C.). Su artículo oficial apareció en Zeitschrift für Papyrologie und Epigraphik (Diario de papirología y epigrafía) el año siguiente. El texto para el lego fue coescrito con Matthew d'Ancona y presentado como The Jesus Papyrus (El Papiro Jesús), Weidenfeld & Nicolson, Londres, 1996. (también publicado como: Eyewitness to Jesus (Testigo ocular de Jesús), 1996, Nueva York: Doubleday). Después de comparar los fragmentos con una antigua carta comercial que se encontró en Egipto, el profesor Thiede afirmó que el documento egipcio “se parece al Papiro Magdalena casi como un mellizo... en apariencia general y en la forma y disposición de las letras individuales”. La nueva datación de Thiede, en general, ha sido vista con escepticismo por los eruditos bíblicos ya establecidos.
Philip Comfort y David Barret en su libro Text of the Earliest NT Greek Manuscripts (El texto de los manuscritos griegos más antiguos del NT) sugieren una fecha más general de 150–175 para el manuscrito, también para {\displaystyle {\mathfrak {P}}}4 y {\displaystyle {\mathfrak {P}}}67, de los cuales ellos argumentan que vienen del mismo códice. El {\displaystyle {\mathfrak {P}}}4 fue utilizado como material para la unión de "un códice de Filón, escrito a finales del siglo III y encontrado en una jarra que había sido tapiada en una casa, en Coptos [en 250]". Si el {\displaystyle {\mathfrak {P}}}4 fue parte de este códice, entonces el códice podría haber sido escrito aproximadamente 100 años antes, o más antes. Comfort y Barret también mostraron que este {\displaystyle {\mathfrak {P}}}4/64/67 tiene afinidades con un número de papiros de finales del siglo II.
Comfort y Barret "suelen afirmar una fecha más temprana para muchos manuscritos incluidos en su volumen de lo que podrían ser admitidas por otros paleógrafos". El Novum Testamentum Graece (Nuevo Testamento Griego), una referencia estándar para los testimonios griegos, enlista al {\displaystyle {\mathfrak {P}}}4 y al {\displaystyle {\mathfrak {P}}}64/67 por separado, dando una primera fecha al siglo III, aunque por último se asignó al c. 200. 
También Charlesworth ha concluido 'que el {\displaystyle {\mathfrak {P}}}64+67 y el {\displaystyle {\mathfrak {P}}}4, aunque escritos por el mismo escriba, no son del mismo ... códice'.

## Imágenes
- p64 verso
- Literal Translation of the Original Greek New Testament
- «Liste Handschriften». Münster: Institute for New Testament Textual Research. Consultado el 26 de agosto de 2011.